# Збройні сили Болгарії
Збройні сили Болгарії (болг. Българска армия) — сукупність військ Республіки Болгарія, призначена для захисту свободи, незалежності і територіальної цілісності держави. Складаються з сухопутних військ, військово-морських та повітряних сил.
Верховний головнокомандувач — Президент Болгарії.
Міністр оборони — Аню Ангелов (з 27 січня 2010). Начальник Генерального штабу — генерал Симеон Симеонов.
Призовний вік — 18 років, чисельність збройних сил плановано у 39—45 тис. осіб.
Військова повинність скасована 2008, збройні сили Болгарії комплектуються на фаховій основі.
Болгарська армія — інтегральна частина системи безпеки блоку НАТО.
Бюджет Міністерства оборони Болгарії на 2010 рік становить 890 млн левів.
Розподіл бюджету по відділам військ:
- Сухопутні війська 226 млн левів
- Військово-морські сили 140 млн левів
- Повітряні сили 74 млн левів

Офіційне свято збройних сил — День Болгарської армії. Святкується 6 травня, в Юр'їв день.

## Склад збройних сил

### Повітряні сили
На озброєнні ПС Болгарії знаходиться наступна техніка та засоби ураження: (англ.)
| Тип           | Кількість | Замовлення |
| ------------- | --------- | ---------- |
| МіГ-21        | 3         |            |
| МіГ-29        | 15        |            |
| Су-25         | 12        |            |
| Ан-30         | 1         |            |
| C-27J Spartan | 3         |            |
| PC-12         | 1         |            |
| AS.532        | 12        | 2          |
| Bell 206      | 4         | 2          |
| L-39 Albatros | 3         |            |
| PC-9          | 16        |            |